# Anuanuraro
Anuanuraro est un atoll situé dans l'archipel des Tuamotu en Polynésie française dans le sous-groupe des Îles du Duc de Gloucester.

## Géographie
Anuanuraro est situé à 30 km au nord-ouest d'Anuanurunga, l'île la plus proche, à 156 km à l'est d'Hereheretue, l'île principale du groupe des Gloucester, et à 655 km au sud-est de Tahiti. C'est un atoll de forme carrée de 4 km de côté pour une surface de terres émergées de 2,2 km2 et un lagon d'environ 7 km2 dépourvu de passe de communication avec l'océan.
D'un point de vue géologique, l'atoll est l'excroissance corallienne du sommet d'un mont volcanique sous-marin homonyme formé il y a environ 40 à 60 millions d'années.
Anuanuraro est administrativement rattaché à la commune de Hao située à 360 km au nord-est. Bien qu'inhabité de manière permanente, l'atoll possède quelques habitations situées au sud du motu principal.

## Histoire

### Découverte par les Européens
La première notification de cet atoll par un Européen a été faite par Philip Carteret qui l'aborde le 12 juillet 1767 et le nomme « Archange, ». Il est ensuite visité par le navigateur britannique George Vancouver le 25 décembre 1791 qui l'associe aux îles Gloucester, puis par l'Américain Charles Wilkes le 10 janvier 1841 lors de son retour de son expédition australe.

### Époque contemporaine
L'atoll, privé, a appartenu au négociant de perles Robert Wan qui y fit construire une piste sommaire d'atterrissage de 1 km de longueur en 1982 (piste désormais hors d'usage). Sur décision de Gaston Flosse, président de la Polynésie française, il a été racheté par le gouvernement en 2002 pour environ 7 millions d'euros créant une vive polémique locale, suivie d'une enquête durant plusieurs années avant l'ouverture d'une série de procédures judiciaires dites de l'« affaire de l'atoll d'Anuanuraro » conclue en 2014 par une relaxe générale de tous les prévenus en première instance avant que le parquet ne fasse appel.